# Filogenetikus rendszertan
A filogenetikus rendszertan vagy fejlődéstörténeti rendszertan az élőlények rendszerezésének legelterjedtebb elméletévé vált a 20. században (a szó a görög phülon = törzs és geneszisz = születés szavakból ered). A rendszerezés alapjának a törzsfejlődés során kialakult rokonsági kapcsolatokat tekinti, a rendszerezést, osztályozást pedig az ezen kapcsolatokat kifejező filogenetikus családfa segítségével végzi. A filogenetika kifejezést újabban „genetikai vizsgálatokra épülő törzsfejlődéstan” értelemben is használják.
A legújabb filogenetikus rendszerek a számítógépek nyújtotta lehetőségeket kihasználva megpróbálják egyesíteni a kladisztika és a numerikus taxonómia eredményeit.

## A fajok rokonsága

### Paleontológia
A törzsfejlődés folyamatairól legkézzelfoghatóbban a fosszíliák, vagyis az élőlények megkövült maradványai árulkodnak. Segítségükkel sok minden kideríthető, de egyrészt az eltelt időszakhoz képest rendkívül ritkák, másrészt a szilárd váz nélküli élőlényekről semmi, vagy csak kevés és közvetett bizonyítékkal szolgálnak.

### Élő fajok vizsgálata
Az evolúciós folyamatok rekonstrukciójához a fosszíliák tanulmányozásán túl a filogenetikus rendszertan (a régebbi rendszerezésekhez hasonlóan) a ma élő csoportok tulajdonságainak hasonlóságát is vizsgálja és főleg ezekből próbál a rokonság mértékére következtetni. A hasonlóságok vizsgálatakor azonban meg kell különböztetni a közös eredetre utaló hasonlóságokat (homológiák) a nem közös eredetű, de mégis hasonlósághoz vezető folyamatoktól (analógia, például cápa és delfin hátuszonya). Több tulajdonság párhuzamos vizsgálatával deríthető ki, hogy egy tulajdonság homológia vagy analógia.

#### Morfológia
Az 1970-es évekig a morfológiai, azaz alaktani vizsgálatok és összehasonlítások adták a rokonságvizsgálatok legnagyobb részét. A több közös vonás értelemszerűen nagyobb fokú rokonságot jelent, mint a kevesebb közös vonás. Az olyan új technológiák megjelenésével, mint a pásztázó és a transzmissziós elektronmikroszkóp, lehetővé vált a legkisebb részletekig megismerni az élőlények testfelépítését, ez pedig folyamatosan bővíti a vizsgálható és összevethető tulajdonságok részletességét és mennyiségét. 1971-ben megjelent a fehérjék összehasonlítása.

#### Kémia, genetika
A szemmel látható jellegeken túl felhasználhatók a molekuláris és genetikai vizsgálatok is. A növényekkel kapcsolatos kutatások például az utóbbi egy-két évtizedben új lendületet kaptak az olyan új eljárások egyre elterjedtebb alkalmazásának következtében, mint a kromatográfia vagy az elektroforézis. A szekunder metabolitok, azaz a növények másodlagos anyagcseretermékei (pigmentek, olajok, viaszok) is fontos és új információkat jelentenek a taxonómus számára (kemotaxonómia). A DNS vagy az RNS vizsgálata elvileg ugyan feleslegessé tesz bármilyen más jellegű vizsgálatot, hiszen az örökítőanyag közvetlen vizsgálatát teszi lehetővé, ám a vizsgálatok költségesek, az eredmények pedig érdekes anomáliákat hordozhatnak.

#### Elterjedtség
A vizsgált taxon diverzitása, evolúciós sikeressége és földrajzi elterjedtsége is fontos információkat jelent. Egy kis fajszámú, vagy kis területen elterjedt csoport lehet nagyon fiatal, vagy épp ellenkezőleg: idős, kihalóban lévő. John Christopher Willis angol botanikus 1915-ben publikálta először „age and area” elméletét, mely szerint egy faj elterjedtsége egyenes arányban áll annak korával. Az elmélet természetesen sokak által vitatott, hiszen az elterjedtséget a klímaváltozások és más tényezők is befolyásolják, de különösen egymáshoz nagyon hasonló taxonok esetén az elmélet előtérbe kerülhet.

#### Ontológia
Ernst Haeckel német természettudós, akinek neve az általa felismert biogenetikai alaptörvény révén vált ismertté, lényege; „Az élőlények nagy részének szervezeti hasonlósága valójában evolúciós rokonság. Az egyedfejlődés során az embrió visszatükrözi a faj őseinek egyedfejlődését, pontosabban megismétli a faj fejlődésének főbb állomásait”. Haeckel törvénye módosított formában érvényes manapság, ugyanis nem ismétlik meg az embriók a fejlődés minden állomását, csupán a fontosabbakat.
Az állatvilág (eddig) utolsó nagy fejlődési iránya, amelyhez az ember is tartozik, a gerincesek kládja, mely csoportnak előfutárait elő-, illetve fejgerinchúrosoknak nevezik. Az ide tartozó állatok rokonsága csak akkor válik nyilvánvalóvá, ha fejlődésük legkorábbi állapotait (embrionális szakasz) összehasonlítjuk. Felismerhető, hogy az embriók hátoldalán korán kialakul egy barázda, ami később velőcsővé zárul. Vele egy időben alatta egy pálcaszerű rugalmas test az ún. gerinchúr, a chorda jelenik meg, amely a tengelyváz legegyszerűbb formája. Az alsóbbrendű gerinchúrosoknak, például a lándzsahalak (Acrania) ez a Chorda alkotja szinte az egész vázát. A magasabbrendű gerinchúrosok gerinchúrja körül porc, illetve csontgyűrűk képződnek, és ezekből alakul ki a gerincoszlop. Ennek az állatcsoportnak összes fajára rendkívül jellemző rugalmas pálca az, amelynek a gerinchúrosok nevüket köszönhetik (Chordata).(Az előgerinchúrosoknak csak lárva állapotban jelenik meg a gerinchúr, a fejgerinchúrosoknak az állat egész életében. A gerincesek törzsében pedig az állatok embriói rendelkeznek gerinchúrral, melyből később gerincoszlop alakul ki.)
Soó Rezső Fejlődéstörténeti növényrendszertan című könyvében a Juniperus (boróka) nemzetséget hozza fel példaként. A fenyők osztályába tartozó nemzetségre jellemző, hogy bár egyes fajai tűlevelek helyett pikkelyszerű leveleket viselnek, a mag csírázásakor az első levelek (sziklevelek) mindig tűlevelek. A jelenségből Soó azt a következtetést vonja le, hogy a Juniperus fajok ősei tűlevelesek voltak, és a faj egy régebbi állapota jelenik meg az egyedfejlődés korai szakaszában.

## Kladisztika
A kladisztikus rendszertan a filogenetikus rendszertan „szigorúbb” irányzata. Szintén a törzsfejlődés adja a rendszerezés vázát, de a hagyományos kategóriaszintek helyett a klád fogalmát használja és csak monofiletikus (egy közös őstől származó) csoportot fogad el taxonként.